# Bang Bo (huyện)
Amphoe Bang Bo (tiếng Thái: บางบ่อ, phát âm [bāːŋ bɔ̀ː]) là một huyện (amphoe) của tỉnh Samut Prakan ở Thái Lan.

## Địa lý
Các huyện giáp ranh là: Mueang Samut Prakan, Bang Phli và Bang Sao Thong về phía tây, Lat Krabang (Bangkok và Mueang Chachoengsao về phía bắc, và Ban Pho và Bang Pakong (cả hai đều thuộc tỉnh Chachoengsao) về phía đông. Phía nam là vịnh Bangkok.

## Lịch sử
Huyện đã được đổi tên từ Bang Hia (บางเหี้ย) sang Bang Bo năm 1930.

## Hành chính
Huyện này được chia thành 8 phó huyện (tambon), các đơn vị này lại được chia ra thành 74 làng (muban). Có ba thị trấn (thesaban tambon) - Bang Bo và Khlong Dan mỗi đơn vị nằm trên một phần của tambon cùng tên, còn Khlong Suan nằm trên toàn bộ tambon Khlong Suan. Có 7 Tổ chức hành chính tambon quản lý mỗi tambon ngoại trừ Khlong Suan.
| STT. | Tên                 | Tên Thái     | Số làng | Dân số |  |
| ---- | ------------------- | ------------ | ------- | ------ |  |
| 1.   | Bang Bo             | บางบ่อ        | 11      | 32.741 |  |
| 2.   | Ban Ra Kat          | บ้านระกาศ     | 10      | 6.634  |  |
| 3.   | Bang Phli Noi       | บางพลีน้อย     | 11      | 9.166  |  |
| 4.   | Bang Phriang        | บางเพรียง     | 6       | 19.797 |  |
| 5.   | Khlong Dan          | คลองด่าน      | 14      | 28.861 |  |
| 6.   | Khlong Suan         | คลองสวน      | 7       | 3.234  |  |
| 7.   | Preng               | เปร็ง         | 9       | 4.279  |  |
| 8.   | Khlong Niyom Yattra | คลองนิยมยาตรา | 6       | 3.198  |  |